# Kohleria rugata
Kohleria rugata là một loài thực vật có hoa trong họ Tai voi. Loài này được (Scheidw.) L.P. Kvist & L.E. Skog mô tả khoa học đầu tiên năm 1992.